# Demonax x-signatus
Demonax x-signatus là một loài bọ cánh cứng trong họ Cerambycidae.